# Zdětín (ort i Tjeckien, Mellersta Böhmen)
Zdětín är en ort i Tjeckien.   Den ligger i regionen Mellersta Böhmen, i den centrala delen av landet, 40 km nordost om huvudstaden Prag. Zdětín ligger 248 meter över havet och antalet invånare är 415.
Terrängen runt Zdětín är platt. Runt Zdětín är det ganska tätbefolkat, med 166 invånare per kvadratkilometer. Närmaste större samhälle är Mladá Boleslav, 12,7 km nordost om Zdětín. Trakten runt Zdětín består till största delen av jordbruksmark.